# Juegos Olímpicos de Verano
Los Juegos Olímpicos de Verano, oficialmente conocidos como los Juegos de la Olimpiada (en inglés, The Games of the Olympiad; en francés, Les Jeux de L’Olympiade), son un evento multideportivo internacional organizado cada cuatro años bajo la supervisión del Comité Olímpico Internacional. Desde 1896, reúne gran cantidad de deportistas en múltiples especialidades. Constituye el más importante de los eventos deportivos multidisciplinarios en el mundo, incluyendo la mayor cantidad de deportes o disciplinas y en el cual participan atletas procedentes de todos los países y naciones. Cinco países han participado en todas las ediciones de los Juegos: Australia, Francia, Reino Unido, Grecia y Suiza. Asimismo, Reino Unido es el único país que ha ganado medallas doradas en cada una de las ediciones.
Los Juegos de la Olimpiada tienen lugar en el primer año que corresponde a ese periodo de tiempo. La sede de los juegos es otorgada a una ciudad, no a un país determinado; la planeación, ejecución y desarrollo del evento está a cargo de un comité organizador (COJO por sus siglas en la nomenclatura del COI). No obstante, cada comité organizador puede ampliar a zonas ajenas a la ciudad sede, la realización de eventos que por espacio o condición geográfica no se puedan realizar allí. 
Las fechas del evento están normadas por el COI, debiendo responder estas al consenso de los calendarios respectivos de las federaciones deportivas. De igual forma los escenarios o infraestructuras de la ciudad sede deben responder al principio de legado continuo, para que su funcionalidad sea permanente o no implique grandes inversiones.
Su denominación obedece a la intención de diferenciarlos de los Juegos Olímpicos de Invierno, dedicado a los deportes de invierno, que se practican sobre el hielo o la nieve. Pese a ello no necesariamente los juegos se llevan a cabo en verano, dependiendo tal circunstancia de la ciudad en la que el evento se realice.
En cada evento se otorgan medallas: de oro para el primer lugar, plata para el segundo y bronce para el tercero, una tradición que se inició en 1904. En muchos deportes, se considera que la victoria olímpica es el mayor logro deportivo posible.
Cada una de las disciplinas en la competencia esta sujeta a la reglamentación y auspicio de cada federación internacional deportiva, así como los lineamientos de la Carta Olímpica y la Agencia Mundial Antidopaje; lo anterior incluye la definición de las pruebas a competir (Programa olímpico), los límites de edad en los participantes y las fases o métodos de clasificación. Los competidores son seleccionados por cada comité olímpico nacional (CON) para representar al país de su nacionalidad. Los atletas utilizan la bandera y el himno nacional del país que representan durante el desfile inaugural y durante las ceremonias de premiación. No existe noción de país vencedor en los Juegos Olímpicos, sin embargo, se acostumbra en cada evento llevar una tabla de registro (medallero) del total de medallas por país, aunque ordenado por el número de preseas doradas. Normalmente solo países reconocidos son representados en los Juegos, pero hay algunas excepciones. Por ejemplo, Taiwán participa bajo el nombre de China Taipéi, para evitar la controversia sobre la condición política del país.
La relevancia del evento lo ha entrelazado con diversos acontecimientos sociales, políticos e históricos, volviendo significativos algunos de sus momentos; por mencionar algunos, la popularización a nivel internacional de varias disciplinas deportivas, el escenario de competencia antagónica deportiva de los bloques geopolíticos en el marco de la Guerra Fría, la internacionalización de varios principios humanistas y pedagógicos que cimentaron el movimiento olímpico, la intromisión abrupta de fenómenos nocivos como el racismo, el dopaje y el terrorismo. También el impacto sociocultural, apoyado por la difusión de los medios masivos de comunicación, ha convertido a varios de sus símbolos o distintivos en elementos culturales de alcance global como los anillos olímpicos, la llama olímpica, la tregua olímpica, entre otros.

## Historia de los Juegos Olímpicos de la era moderna

### Los primeros años

Ceremonia de inauguración de los I Juegos Olímpicos en Atenas 1896.

Los Juegos Olímpicos de la era moderna fueron fundados en 1894 cuando Pierre Freddy, barón de Coubertín se decidió a promover un acuerdo internacional a través de una competencia deportiva, estando inspirado en los avances en atletismo, el interés en la historia griega presente en las escuelas, la influencia del pedagogo Thomas Arnold, el redescubrimiento de la ciudad de Olimpia y el cristianismo musculoso. Los primeros Juegos Olímpicos se llevaron a cabo en Atenas en 1896; en ellos participaron: 245 competidores en las disciplinas de atletismo, ciclismo, esgrima, gimnasia, halterofilia, lucha, natación y tiro.

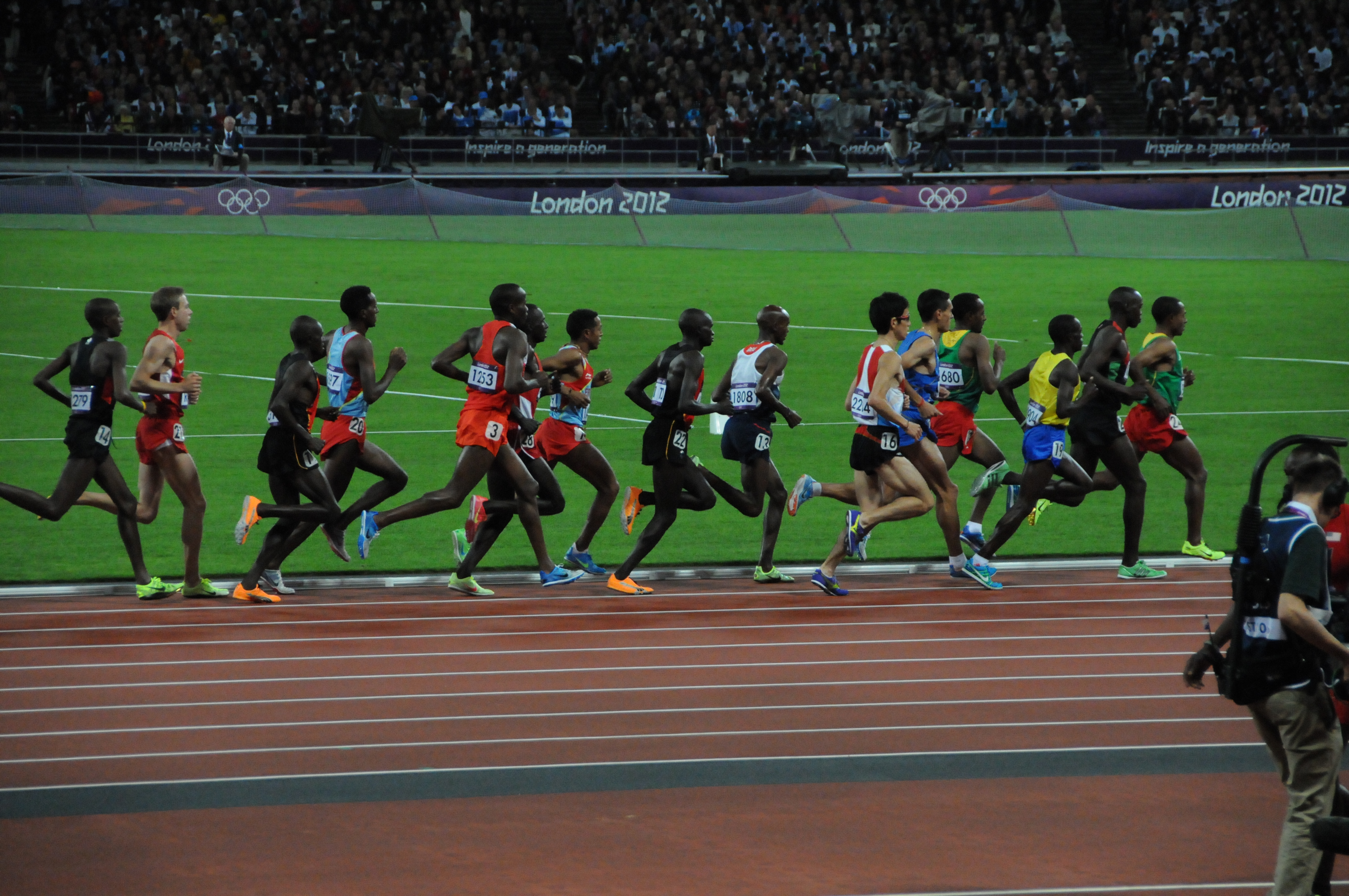
El atletismo es deporte olímpico desde la primera edición de los Juegos Olímpicos de 1896.

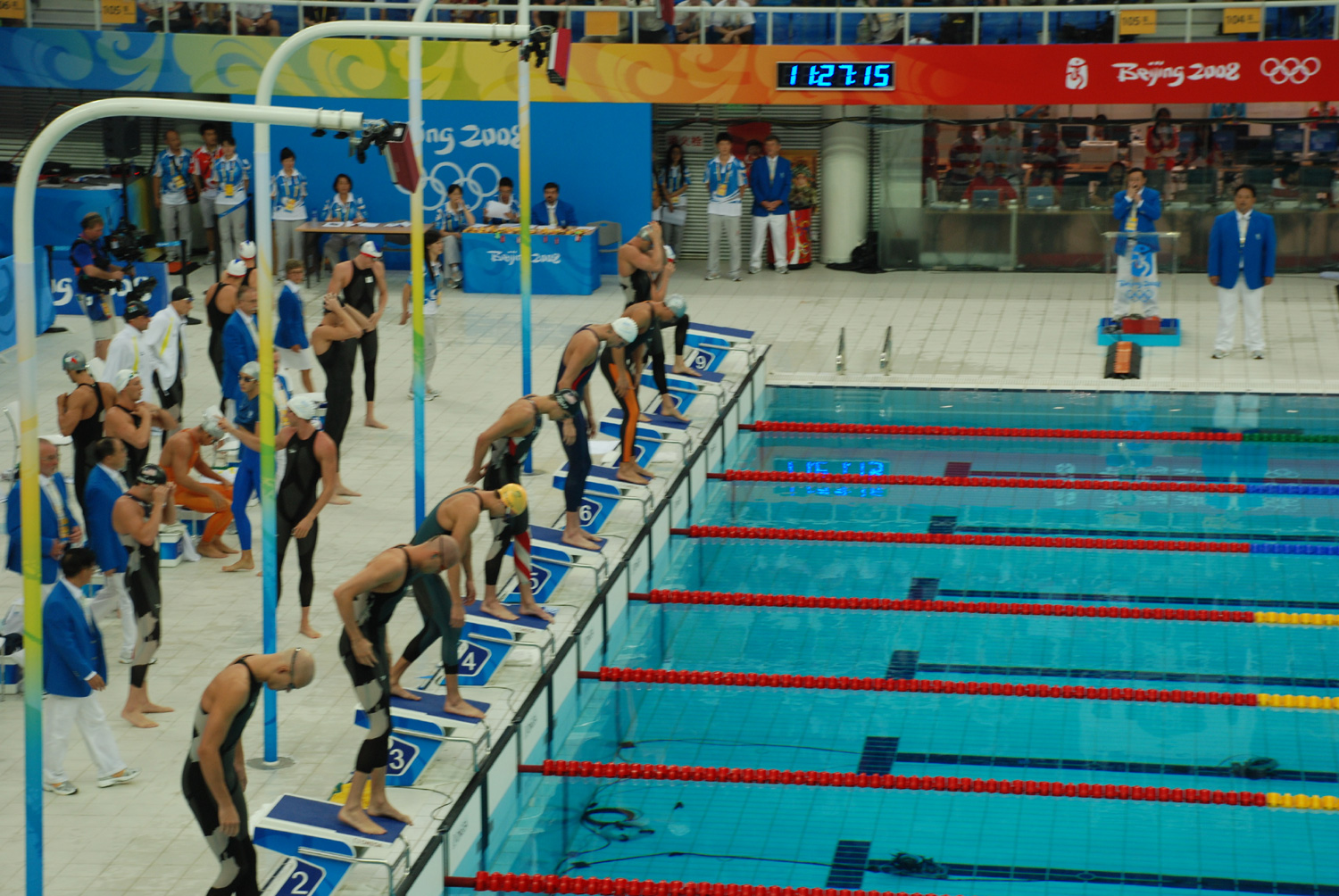
La natación también ha estado presente en cada una de las ediciones de los Juegos Olímpicos.

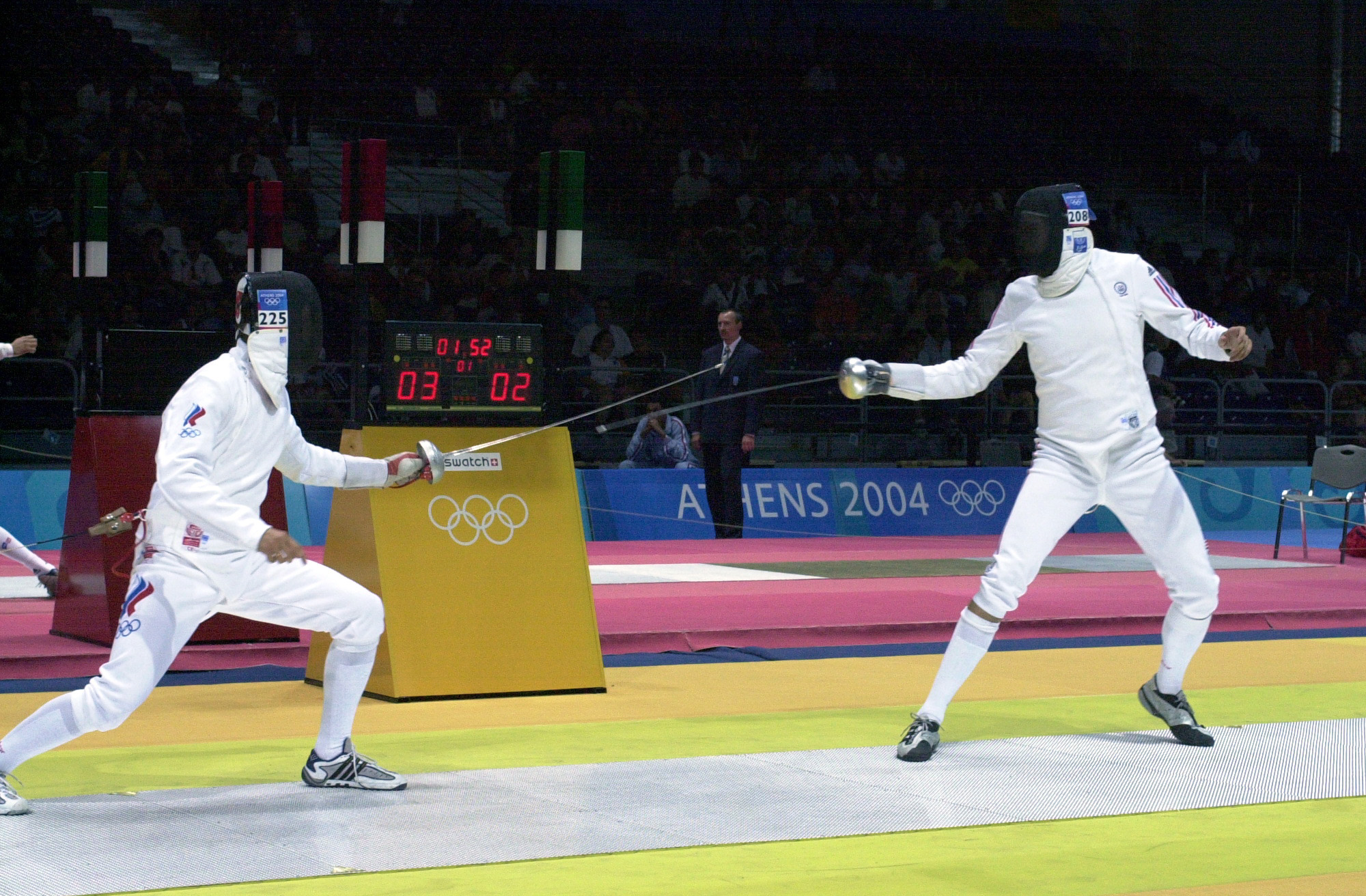
La esgrima es otra disciplina deportiva que también se practica de manera ininterrumpida desde Atenas 1896.

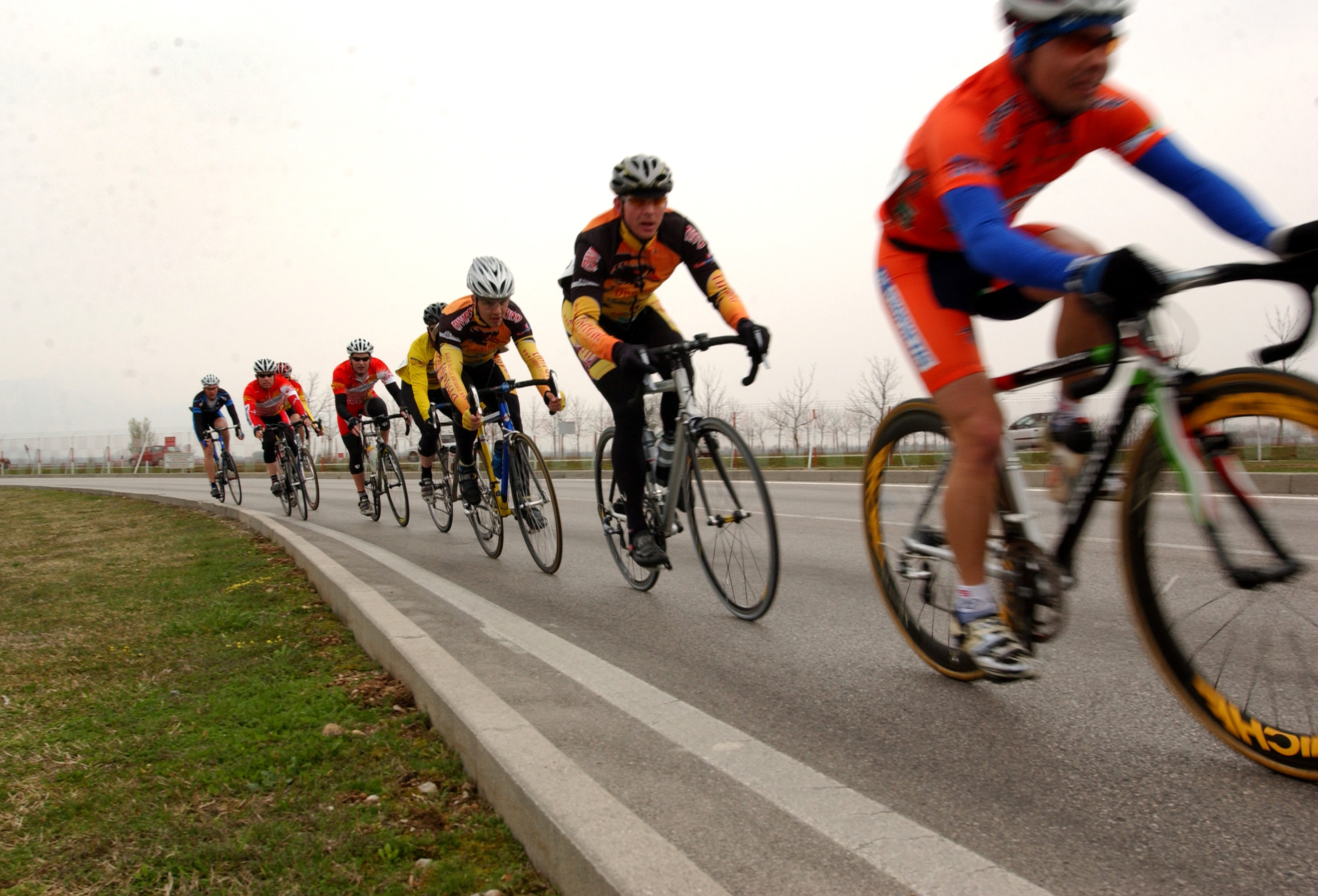
El ciclismo es uno de los 5 deportes que se ha practicado en todas las ediciones desde Atenas 1896.

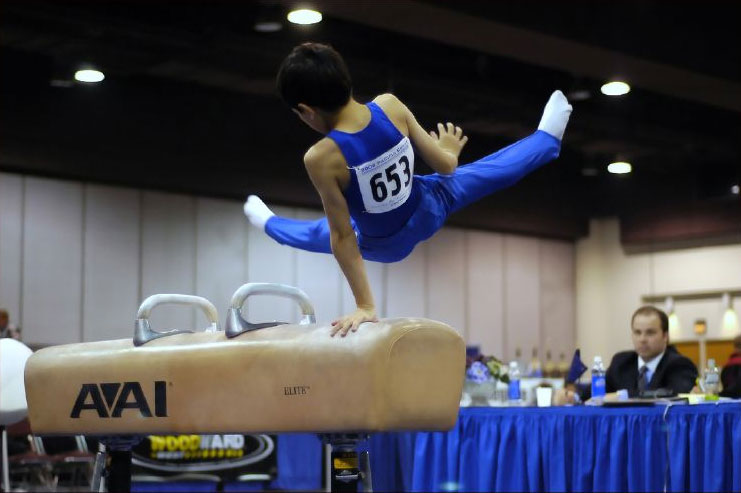
La gimnasia también se ha practicado en todas las ediciones de los Olímpicos

Los Juegos Olímpicos de París en 1900 atrajeron cuatro veces más atletas que en la primera edición, incluyendo la primera participación de mujeres en las competencias de croquet, golf y tenis. En los Juegos Olímpicos realizados en la ciudad de San Luis, se redujo considerablemente el número de atletas debido al largo viaje en trasatlántico para que llegaran los atletas de las delegaciones europeas a Estados Unidos. Para los siguientes juegos de Londres en 1908, el número de atletas se volvió a incrementar. Es en estos juegos en el que se fija la distancia para la competencia de maratón en 42 kilómetros con 195 metros. En los juegos de Estocolmo participaron 2504 atletas y por primera vez deportistas provenientes de los cinco continentes.
Los juegos programados para 1916 fueron cancelados por la Primera Guerra Mundial.

### Período de entreguerras
Pese a los desastres causados por la guerra, se volvieron a realizar los Juegos Olímpicos. Posteriormente, en París se rompió el récord de competidores llegando a 3000.
En los juegos de Ámsterdam 1928 las mujeres pudieron competir en las diferentes pruebas de atletismo y Coca-Cola se convierte en la primera empresa en patrocinar este tipo de eventos.[cita requerida] Sin embargo, para los juegos de 1932 se redujo nuevamente el número de atletas debido a la Gran Depresión.
Los siguientes juegos fueron vistos por el régimen nazi como un medio para promover su ideología. Un hecho resaltante de estos juegos fue la victoria del atleta afrodescendiente Jesse Owens, quien ganó cuatro preseas doradas. No obstante, la Alemania Nazi lideró el medallero de esta edición.
Los juegos de 1940 no se celebraron debido al estallido de la Segunda Guerra Mundial. Asimismo, los juegos de 1944 fueron cancelados por la misma razón.

### Los juegos de la posguerra
Los juegos regresaron para la edición de Londres 1948; Lo notable de este evento fue que se les prohíbe la participación a los deportistas alemanes a raíz de la reciente guerra. En los Juegos de Helsinki 1952 hicieron su debut la Unión Soviética e Israel. Los Juegos de Melbourne 1956 fueron ensombrecidos por el partido de waterpolo entre Hungría y la Unión Soviética que conllevó a un altercado conocido como el Incidente del baño sangriento de Melbourne.
Para los Juegos de Roma 1960, hace su debut un joven boxeador llamado Cassius Clay, conocido posteriormente como Muhammad Ali, quién ganó la medalla de oro a los 18 años. Los Juegos de Tokio 1964 hicieron historia al ser los primeros Juegos Olímpicos transmitidos en directo por televisión a color. También se empleó la «cámara lenta» y las computadoras para determinar con exactitud el tiempo en cada competencia. Las pruebas en los Juegos de México 1968 se vieron considerablemente afectadas por la altitud de la ciudad sede.
Lamentablemente, las disputas políticas jugarían un papel fundamental en los Juegos de Múnich 1972, cuando ocho miembros del grupo terrorista palestino Septiembre Negro tomaron como rehenes a once miembros de la delegación israelí. Tras un intento fallido de rescate, mueren cinco terroristas y todos los atletas que estaban de rehenes. Este triste suceso recibe el nombre de: Masacre de Múnich. Los Juegos de Montreal 1976 eran considerados hasta 2008, los juegos más costosos de la historia ya que exigieron un gasto superior a los 5000 millones de dólares.

### Finales delsigloXX
Los Juegos de Moscú 1980, sufrieron el boicot de las delegaciones de Estados Unidos, Canadá, Alemania Occidental y de otros 63 países. Esto provocó que los juegos perdieran gran atención del público y finalmente la nación anfitriona, la Unión Soviética, lideró cómodamente el medallero de esta edición.
Curiosamente, los Juegos de Los Ángeles 1984, celebrados por segunda vez en la urbe californiana, fueron boicoteados por la Unión Soviética y por trece de sus aliados comunistas. Nuevamente, la nación anfitriona quedó primera en el medallero.
Los Juegos de Seúl 1988, pese a haber sido bien programados, se caracterizaron por la enorme cantidad de atletas descalificados por las pruebas antidopaje. En los Juegos de Barcelona 1992 aumentó el profesionalismo entre los atletas olímpicos, como por ejemplo el equipo estadounidense de baloncesto llamado Dream Team. Tras la Desintegración de la Unión Soviética, hizo su aparición el Equipo Unificado, quien lideró el medallero al final del evento.

### Pandemia del COVID-19
En una primera instancia los juegos de Tokio 2020 se iban a desarrollar entre el 24 de julio y el 9 de agosto de 2020, pero debido a la pandemia de COVID-19 que provocó el abandono de Australia y Canadá, el 24 de marzo de 2020 el primer ministro japonés Shinzō Abe y el presidente del COI Thomas Bach acordaron aplazar el evento manteniendo el nombre de «Juegos Olímpicos de Tokio 2020». Una semana después se anunciaron las nuevas fechas, entre el 23 de julio y el 8 de agosto de 2021.

### Etapa pospandemia
Los Juegos de París 2024 fueron los primeros en celebrarse tras la pandemia, y marcaron el centenario de los últimos celebrados en la misma ciudad, convirtiéndose junto a Londres en las únicas ciudades en celebrar tres veces la justa olímpica. Del mismo modo, esta fue la primera edición en la que el líder del medallero se definiría por la cantidad de medallas de plata, ya que tanto China como Estados Unidos sumaban las mismas preseas doradas (40), pero la nación americana terminó como líder al sumar 44 preseas plateadas, por 27 de la nación asiática. Del mismo modo, se vetó a varios atletas rusos y bielorrusos bajo esas banderas debido a la Invasión rusa de Ucrania, por lo que estos tuvieron que competir bajo la bandera de Atletas Individuales Neutrales.

## Deportes olímpicos

### Deportes y disciplinas actuales
Los deportes incluidos y excluidos en los Juegos Olímpicos de Verano, denominados por ello como "deportes olímpicos" han ido variando con el paso del tiempo. Solamente cinco deportes han sido practicados desde la primera edición en Atenas 1896: atletismo, natación, ciclismo, esgrima y gimnasia. Adicionalmente, para Los Ángeles 2028 se añadieron cinco deportes que no estuvieron en París 2024: béisbol, sóftbol, fútbol bandera, lacrosse y squash; y se eliminó el breakdance que estuvo en la capital francesa. Del mismo modo, el atletismo es el deporte con más pruebas (48), mientras que el sóftbol y el béisbol son los deportes con menos pruebas (1).
| Deporte (42)   | Años                              | Pruebas | Pruebas programadas para Los Ángeles 2028 |
| -------------- | --------------------------------- | ------- | --- |
| Atletismo      | Desde 1896                        | 48      | - Femenino y Masculino; 100 m, 200 m, 400 m, 800 m, 400 m vallas, Relevo 4x100 m, Relevo 4x400 m, 1500 m, 3000 m obstáculos, 5000 m 10 000 m, 20 km marcha, 50 km marcha, Maratón, Salto largo, Triple salto, Salto alto, Salto con pértiga, Jabalina, Disco, Martillo, Bala - Femenino: 100 m vallas, Heptatlón - Masculino: Decatlón, 110 m vallas - Mixto: 4x400 m, Marcha 20 km - País con más medallas de oro entre todas las modalidades: Estados Unidos (358) |
| Bádminton      | Desde 1992                        | 5       | Femenino y Masculino: Individual y Dobles; más Dobles mixto. - País con más medallas de oro entre todas las modalidades: China (22) |
| Baloncesto     | Desde 1936                        | 2       | Femenino y Masculino - País con más medallas de oro: Masculino Estados Unidos (17); Femenino Estados Unidos (10) |
| Baloncesto3x3  | Desde 2024                        | 2       | Femenino y Masculino; País con más medallas de oro todas las modalidades: Estados Unidos, Alemania, Letonia y Países Bajos (1) |
| Balonmano      | Desde 1936                        | 2       | Masculino y femenino. - País con más medallas de oro: Masculino Francia (3); Femenino Noruega y Dinamarca (3) |
| Béisbol        | 1992                              | 1       | Masculino - País con más medallas de oro: Cuba (3) |
| Boxeo          | Desde 1900                        | 13      | - Masculino: 51 kg, 57 kg, 63,5 kg, 71 kg, 80 kg, 92 kg, +92 kg - Femenino; 50 kg, 54 kg, 57 kg, 60 kg, 66 kg, 75 kg - País con más medallas de oro entre todas las modalidades: Estados Unidos (50) |
| Ciclismo       | Desde 1896                        | 22      | Femenino y masculino; Ruta, Pista, Montaña y BMX - País con más medallas de oro entre todas las modalidades: Francia (44) |
| Críquet        | 1900 2028                         | 2       | Masculino y femenino - País con más medallas de oro entre todas las modalidades: Reino Unido (1) |
| Dep. ecuestres | Desde 1900                        | 6       | - Mixto: Individual y por equipos: Doma, Salto y Concurso completo - País con más medallas de oro entre todas las modalidades: Alemania (48) |
| Escalada       | 2020                              | 4       | Masculino y femenino: Combinada y velocidad - País con más medallas de oro entre todas las modalidades: Eslovenia (2) |
| Esgrima        | Desde 1896                        | 12      | Femenino y masculino; Florete, Espada, Sable Individual y por Equipos - País con más medallas de oro entre todas las modalidades: Italia (50) |
| Fútbol         | 1900-1928 1936–presente           | 2       | Masculino y femenino. - País con más medallas de oro entre todas las modalidades: Masculino → Hungría (3); Femenino → Estados Unidos (4) |
| Fútbol bandera | 2028                              | 2       | Masculino y femenino. (Nuevo) |
| Gimnasia       | Desde 1896                        | 18      | - Masculino y femenino: Gimnasia artística - Femenino: Gimnasia rítmica - País con más medallas de oro entre todas las modalidades: Unión Soviética (73) |
| Golf           | 1900 1904 2016- presente          | 2       | Masculino y femenino. - País con más medallas de oro entre todas las modalidades: Estados Unidos (6) |
| Halterofilia   | 1896 1904 1920–presente           | 10      | - Masculino: 56 kg, 62 kg, 69 kg, 77 kg, 85 kg, 94 kg, 105 kg, +105 kg, - Femenino: 48 kg, 53 kg, 58 kg, 63 kg, 69 kg, 75 kg, +75 kg. - País con más medallas de oro entre todas las modalidades: Rusia (48) |
| Hockey hierba  | 1908 1920 1932-presente           | 2       | Masculino y femenino. - País con más medallas de oro entre todas las modalidades: Masculino: India (8); Femenino Países Bajos (5) |
| Judo           | 1964 1972–presente                | 15      | Masculino: 60 kg, 66 kg, 73 kg, 81 kg, 90 kg, 100 kg; +100 kg Femenino: 48 kg, 52 kg, 57 kg, 63 kg, 70 kg, 78 kg, +78 kg - País con más medallas de oro entre todas las modalidades: Japón (51) |
| Lacrosse       | 1908 2028                         | 2       | Masculino y femenino. - País con más medallas de oro entre todas las modalidades: Canadá (2) |
| Lucha          | 1896 1904–presente                | 18      | * Lucha grecorromana: - Masculino: 60 kg, 67 kg, 77 kg, 87 kg, 97 kg, 130 kg. * Lucha libre: - Masculino: 57 kg, 65 kg, 74 kg, 86 kg, 97 kg, 125 kg - Femenino: 50 kg, 53 kg, 57 kg, 62 kg, 68 kg, 76 kg - País con más medallas de oro entre todas las modalidades: Rusia (103) |
| Natación       | Desde 1896                        | 37      | - Femenino y Masculino: Libre (50 m, 100 m, 200 m, 400 m, 800 m, 1500 m, Relevo 4x100 m, Relevo 4x200 m); Espalda (100 m, 200 m); Pecho (100 m, 200 m); Mariposa (100 m, 200 m); 4 Estilos (200 m, 400 m, Relevo 4 x 100 m); Maratón 10 km - Mixto: 4x100 m - País con más medallas de oro entre todas las modalidades: Estados Unidos (209) |
| Natación art.  | Desde 1984                        | 2       | Femenino: Dueto y por equipos - País con más medallas de oro entre todas las modalidades: Rusia (10) |
| Pentatlón mod. | Desde 1912                        | 2       | Masculino y femenino. - País con más medallas de oro entre todas las modalidades: Hungría y Suecia (9) |
| Piragüismo     | Desde 1936                        | 16      | - Femenino y masculino: Eslalon y aguas tranquilas - País con más medallas de oro entre todas las modalidades: Alemania (65) |
| Remo           | Desde 1900                        | 14      | Femenino y Masculino: Scull individual, Doble scull, Cuatro scull, Dos sin timonel, Cuatro sin timonel, Ocho con timonel, Doble scull ligero - País con más medallas de oro entre todas las modalidades: Alemania (56) |
| Rugby 7        | 2016-presente                     | 2       | Masculino y femenino. - País con más medallas de oro entre todas las modalidades: Nueva Zelanda y Fiyi (2) |
| Salto          | Desde 1904                        | 8       | Femenino y masculino; Trampolín 3 m y 3 m sincronizado; Plataforma 10 m y 10 m sincronizado - País con más medallas de oro entre todas las modalidades: China (55) |
| Skateboarding  | 2020                              | 4       | Femenino y masculino; Street y Park - País con más medallas de oro entre todas las modalidades: Japón (5) |
| Sóftbol        | 2008 2020 2028                    | 1       | Femenino - País con más medallas de oro: Estados Unidos (3) |
| Squash         | 2028                              | 2       | Femenino y masculino (Nuevo) |
| Surf           | 2020                              | 2       | Femenino y masculino - País con más medallas de oro entre todas las modalidades: Estados Unidos (2) |
| Taekwondo      | Desde 2000                        | 8       | - Masculino: 58 kg, 68 kg, 80 kg, +80 kg - Femenino: 49 kg, 57 kg, 67 kg, +67 kg. - País con más medallas de oro entre todas las modalidades: Corea del Sur (14) |
| Tenis          | 1896-1924 1988–presente           | 5       | Femenino y Masculino; Individual y Dobles; más Dobles mixto. - País con más medallas de oro entre todas las modalidades: Estados Unidos (21) |
| Tenis de mesa  | Desde 1988                        | 5       | Femenino y masculino; Individual y por Equipos; más Dobles mixto. - País con más medallas de oro entre todas las modalidades: China (37) |
| Tiro con arco  | 1900-1908 1920 1972-presente      | 5       | Femenino y masculino; Individual y por Equipos; más Equipo mixto - País con más medallas de oro entre todas las modalidades: Corea del Sur (32) |
| Tiro olímpico  | 1896-1900 1908-1924 1932-presente | 15      | - Femenino, masculino y mixto: Rifle, pistola y tiro al plato - País con más medallas de oro entre todas las modalidades: Estados Unidos (57) |
| Triatlón       | Desde 2000                        | 3       | Masculino, femenino y mixto. - País con más medallas de oro entre todas las modalidades: Reino Unido (4) |
| Vela           | 1900 1908–presente                | 10      | - Masculino: Clase Finn, Clase Star, Clase 49er, Clase 470, Láser, RS:X, - Femenino: Clase 470, Láser radial, RS:X, Elliott 6m. - País con más medallas de oro entre todas las modalidades: Reino Unido (32) |
| Voleibol       | Desde 1964                        | 2       | Masculino y femenino. - País con más medallas de oro: Masculino Brasil, Unión Soviética y Estados Unidos, (3); Femenino Unión Soviética (4) |
| Vóley playa    | Desde 1996                        | 2       | Masculino y femenino. - País con más medallas de oro entre todas las modalidades: Estados Unidos (7) |
| Waterpolo      | Desde 1900                        | 2       | Masculino y femenino. - País con más medallas de oro: Masculino Hungría (4): Femenino Estados Unidos (3), |

### Disciplinas excluidas de los Juegos
| Deporte                        | Años                     | Pruebas | Pruebas programadas                                                             | Estatus actual        |
| ------------------------------ | ------------------------ | ------- | ------------------------------------------------------------------------------- | --------------------- |
| Motonáutica                    | 1908                     | 3       | Clase 8 metros, Clase bajo 600 pies y Clase libre (todos a 40 millas náuticas). | -                     |
| Críquet                        | 1900                     | 1       | Equipos masculinos.                                                             | -                     |
| Croquet                        | 1900                     | 3       | Individual de 1 bola, Individual de 2 bolas y Dobles.                           | -                     |
| Hockey sobre hielo             | 1920                     | 1       | Torneo masculino.                                                               | Olímpicos de Invierno |
| Jeu de paume                   | 1908                     | 1       | Torneo masculino.                                                               | -                     |
| Juego de la soga               | 1900-1920                | 1       | Equipos masculinos.                                                             | -                     |
| Patinaje artístico sobre hielo | 1908 1920                | 4       | Individual masculino, Figuras masculino, Individual femenino y Parejas.         | Olímpicos de Invierno |
| Pelota vasca                   | 1900                     | 1       |                                                                                 | -                     |
| Polo                           | 1900 1908 1920-1924 1936 | 1       | Torneo masculino.                                                               | -                     |
| Raquetbol                      | 1908                     | 2       | Individual masculino y Dobles masculino.                                        | -                     |
| Roque                          | 1904                     | 1       | Individual masculino.                                                           | -                     |
| Rugby                          | 1900 1908 1920-1924      | 1       | Torneo masculino.                                                               | -                     |

### Deportes de exhibición
- Automovilismo (1900)[cita requerida]
- Balonmano frisón (1928)[cita requerida]
- Bastón de combate (1924)[cita requerida]
- Béisbol finés (1952)[cita requerida]
- Bolo americano (1988)[cita requerida]
- Boules (1900)[cita requerida]
- Budō (1964)[cita requerida]
- Carrera de globos aerostáticos (1900)[cita requerida]
- Entrenamiento con pesas (1904)[cita requerida]
- Esquí acuático (1972)[cita requerida]
- Fútbol americano (1904 y 1932)[cita requerida]
- Fútbol australiano (1956)[cita requerida]
- Gimnasia sueca (1948)[cita requerida]
- Glima (1912)[cita requerida]
- Hockey sobre patines (1992)[cita requerida]
- Korfbal (1920 y 1928)[cita requerida]
- Longue paume (1900)[cita requerida]
- Pelota vasca (1968 y 1992)[cita requerida]
- Salvamento y socorrismo (1900)[cita requerida]
- Savate (1924)[cita requerida]
- Vuelo sin motor (1936)[cita requerida]

### Clasificatorias
Debido al creciente número de atletas de todo el mundo que aspiran a participar en unos Juegos Olímpicos, el Comité Olímpico Internacional aprobó que se hicieran clasificatorias en cada deporte para obtener una cantidad de atletas y equipos programados para cada prueba o disciplina. A excepción de los deportes de conjunto (en los que el país sede tiene la calificación asegurada) todos los atletas y equipos deberán calificarse previamente (sin importar que incluso hayan obtenido la medalla de oro en la Olimpiada anterior) en etapas previas que inician un año antes del comienzo de los Juegos y cuyos criterios de calificación son establecidos y regulados por las respectivas Federaciones Internacionales de cada deporte las cuales también tendrán la autoridad de suspender, descalificar o prohibir la participación de algún representativo individual o por equipo que a su criterio haya cometido cierta ilegalidad que merezca tal sanción.
En algunos deportes (tales como atletismo, gimnasia y natación, entre otros) el atleta podrá participar en varias especialidades de manera individual o por equipo siempre y cuando se haya clasificado en cada una, aspirando de igual forma a ganar más de una medalla, por otra parte en ciertas disciplinas (en su mayoría individuales) no existe restricción en cuanto al número de participantes de cada país quedando abierta la clasificación a todo atleta que obtenga el derecho y con esto teniendo la oportunidad de haber en una especialidad cuantos representantes sean posibles de una misma nación.

## Premios y distinciones

### Medallas

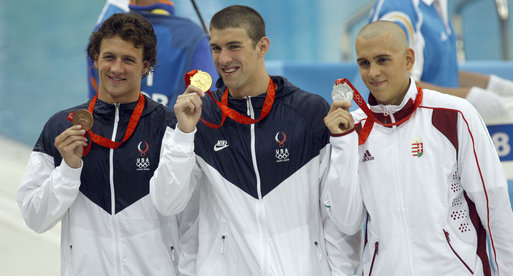
Oro, plata y bronce: tres medallistas en los Juegos Olímpicos de Pekín 2008.

La más reconocida premiación de los Juegos Olímpicos son las medallas olímpicas, con predominio de la medalla de oro, que corresponde al ganador. El sistema actual (primer, segundo y tercer puesto) apareció en los segundos Juegos Olímpicos de París 1900 pero los metales (oro-plata-bronce) fueron establecidos en los terceros Juegos Olímpicos de Saint Louis 1904, en los primeros Juegos de Atenas 1896, solo se entregaban dos medallas: plata al ganador y bronce al segundo.
- Medalla de oro: al ganador de cada prueba.
- Medalla de plata: al segundo de cada prueba.
- Medalla de bronce: al tercero de cada prueba (en deportes de combate o contacto, no se compite por el tercer puesto y se otorga la medalla de bronce a los dos participantes que resultaron derrotados en semifinales).

En caso de que dos o más competidores empaten el primer, segundo o tercer puesto, y no estén contemplados sistemas de desempate, se reconocerá a todos ellos con la medalla correspondiente, pero al mismo tiempo se anula la medalla o las posiciones siguientes dependiendo de cuántos competidores hayan empatado el número de puesto. Por ejemplo, como sucedió en la prueba femenina de 100 metros llanos de los Juegos Olímpicos de Pekín 2008, si dos corredoras empatan el segundo lugar, se entrega a ambas la medalla de plata y no se entrega medalla de bronce o en el salto de altura varonil de los Juegos Olímpicos de Londres 2012 en la que tres participantes empataron el tercer lugar, se otorga a los tres la medalla de bronce pero se anula la cuarta y quinta posición.
Cuando se trata de algún deporte o prueba en conjunto, se entrega una medalla a cada uno de sus integrantes, hayan o no jugado en los mismos. La medalla que obtenga cualquier equipo, ya sea por deporte o especialidad, sin importar la cantidad de integrantes solo es reconocida y sumada para su delegación como una medalla.
Las medallas de oro recibidas por cada delegación establecen la posición en el medallero general por encima del absoluto de preseas.

### El podio y el himno nacional

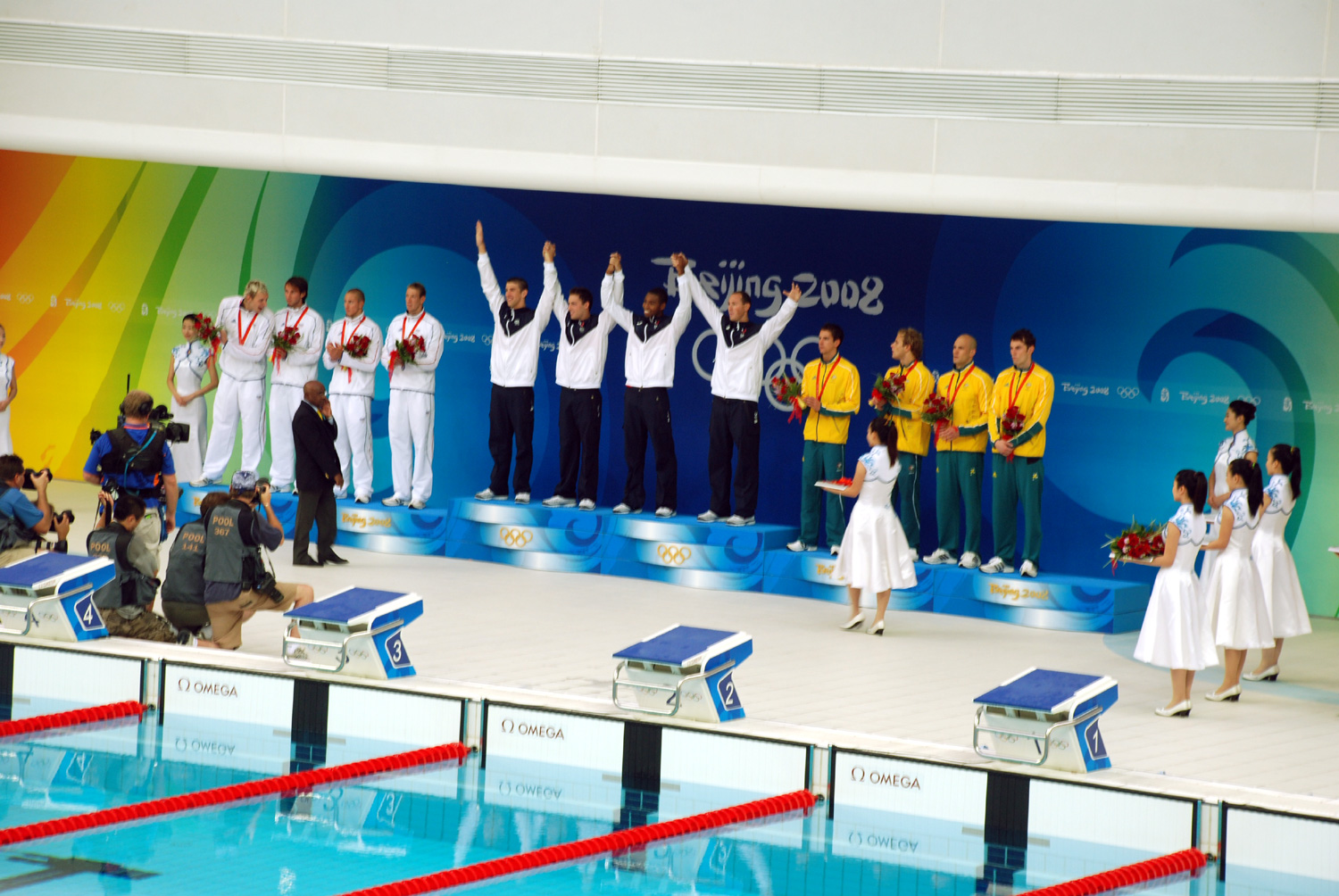
Podio olímpico.

A partir de los Juegos Olímpicos de Los Ángeles 1932 el Comité Olímpico Internacional estableció el podio olímpico, consistente en una tarima con tres alturas para premiar a los ganadores de medalla, y la interpretación del himno nacional correspondiente a la delegación del deportista ganador de la medalla de oro, en el momento en que se le hace entrega de la misma.

### Puntuación
Los Juegos Olímpicos también premian con puntos la posición obtenida por los deportistas en cada prueba, según la siguiente tabla:
- 1.er lugar: 7 puntos
- 2.º lugar: 5 puntos
- 3.er lugar: 4 puntos
- 4.º lugar: 3 puntos
- 5.º lugar: 2 puntos
- 6.º lugar: 1 punto

Los puntos correspondientes a los tres primeros lugares no se dividen, de modo tal que, si dos competidores empatan en una de esas posiciones, le corresponde a cada uno el total de puntos. En cambio sí se comparten los puntos correspondientes a los lugares cuarto al sexto.
La cantidad de puntos obtenidos por cada delegación forma la Tabla de Puntuaciones que, al igual que los medalleros, se organiza para cada Juego y para cada deporte, siendo menos usual la Tabla de Puntuaciones histórica.

### Puestos premiados
Aparte de las medallas clásicas para los tres primeros lugares, existe una serie de puestos premiados —a veces imprecisamente referidos como diplomas olímpicos— que registraron algunas variaciones a lo largo de la historia de los Juegos Olímpicos.
Básicamente, existen dos clases de puestos premiados en los Juegos Olímpicos, sin contar los que reciben medallas:
- Puestos 4.º, 5.º y 6.º: Estos tres puestos han sido premiados con puntos desde los inicios de los Juegos Olímpicos modernos —correspondiéndole 3 puntos al cuarto puesto, 2 puntos al quinto y 1 punto al sexto- y han recibido diploma olímpico desde los Juegos de Londres 1948.
- Puestos 7.º y 8.º: Estos dos puestos han recibido diploma olímpico a partir de los Juegos Olímpicos de Los Ángeles 1984.

### Diploma olímpico

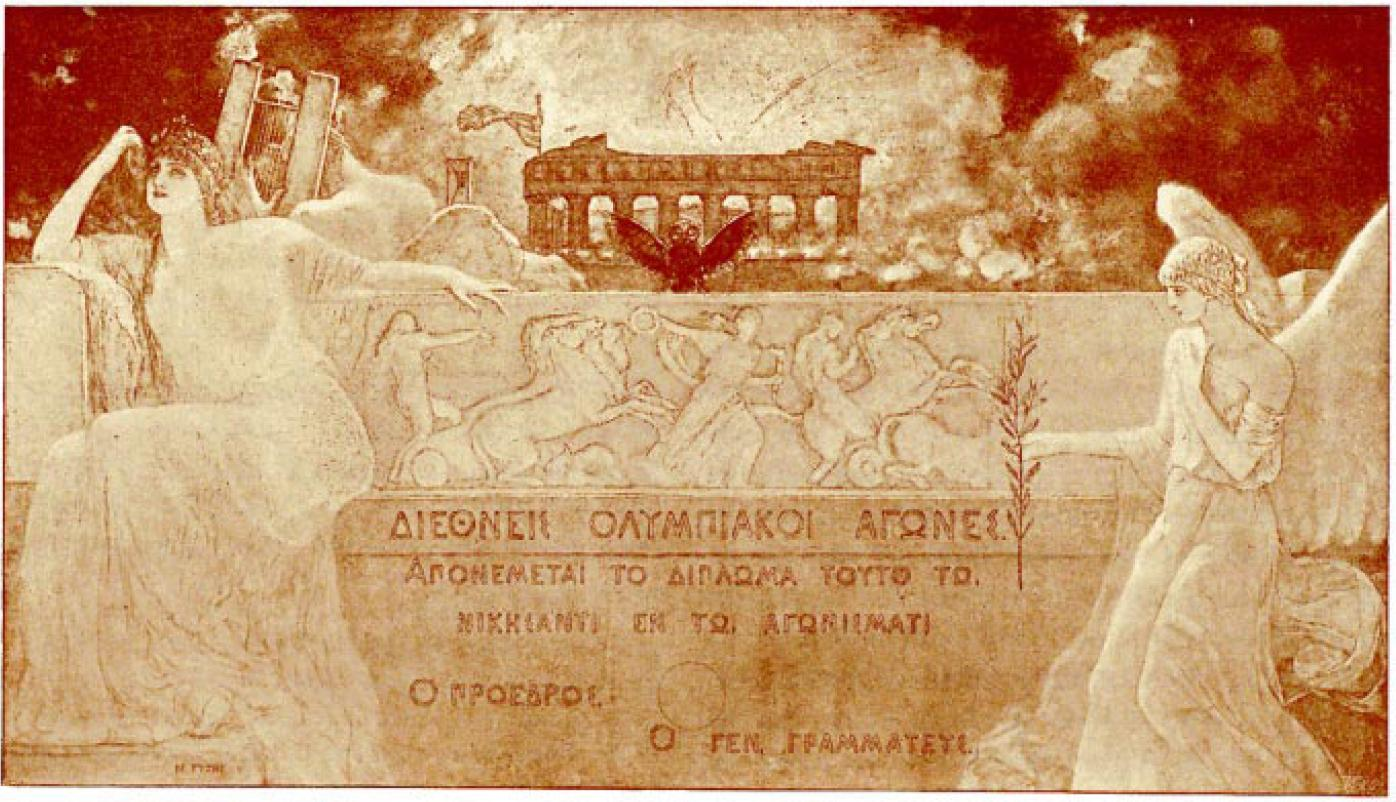
Diploma olímpico correspondiente a los primeros Juegos Olímpicos: Atenas 1896.

Desde los primeros Juegos, el Comité Olímpico Internacional (COI) ha entregado diplomas a algunos deportistas participantes según criterios que han ido cambiando en el tiempo: Hasta los Juegos Olímpicos de Londres 1948, se entregaban diplomas olímpicos solo a los deportistas que habían obtenido medalla —excepcionalmente, como en los Juegos Olímpicos de Londres 1908, se emitieron dos tipos de diplomas: los clásicos para los ganadores de medalla y un segundo tipo de diploma para "los atletas que alcanzaron un alto estándar de excelencia sin haber salido primero, segundo o tercero en su competición"—. En Londres 1948, el COI decidió entregar diploma olímpico también a aquellos deportistas que habían obtenido puntos, es decir los que finalizaron en alguna de las seis primeras posiciones. En los Juegos Olímpicos de Los Ángeles 1984, el COI decidió ampliar la entrega de diplomas a los ocho primeros deportistas en cada prueba.
Popularmente, la prensa especializada y las personas relacionadas con el mundo olímpico, suelen referirse al diploma olímpico como la distinción o reconocimiento entregado a los deportistas ubicados entre los lugares cuarto y octavo de cada prueba, pero, en realidad, también aquellos premiados con medallas reciben diplomas olímpicos.
El COI también entrega diplomas a personas que no son deportistas, pero que por su actuación técnica u organizativa en los Juegos, merecen una distinción especial. También entrega certificados de actuación olímpica.

### Medalla Pierre de Coubertin
Como un reconocimiento independiente a las medallas y diplomas olímpicos que obtienen los atletas que ocupan primeras posiciones, el Comité Olímpico Internacional decidió crear la medalla Pierre de Coubertin, que toma el nombre del fundador de los Juegos Olímpicos de la Era Moderna. La medalla fue otorgada por primera ocasión en 1964 y está hecha de oro sólido. Es otorgada a aquellos atletas que durante las competencias han demostrado el verdadero espíritu deportivo (también es concedida a deportistas que no hayan participado en Juegos Olímpicos y demostraron su gran deportividad en una competencia que no fue olímpica) y a otras personalidades no atletas por sus grandes esfuerzos y contribuciones al deporte mundial. La medalla es uno de los máximos reconocimientos otorgados por el Comité Olímpico Internacional.

## Medallero y tabla de puntuaciones
Existen diversos criterios para determinar el desempeño de cada delegación durante los Juegos Olímpicos.
El método más conocido y de difusión universal es el Medallero Olímpico, en el cual las posiciones finales no son determinadas por la cantidad total de medallas que cada país haya obtenido, sino ordenándose primero por el número de medallas de oro, y solo en caso de empate en las mismas, por las medallas de plata y por último las medallas de bronce.
De este modo una delegación con una gran cantidad de medallas de plata, siempre quedará debajo de otra con una sola medalla de oro. Al igual que los competidores que empatan el primer, segundo o tercer puesto, en caso de que dos o más países tengan exactamente la misma cantidad de medallas de cada metal, todos compartirán el mismo número de puesto en el medallero pero también se anula la siguiente posición o posiciones dependiendo del número de naciones que empaten el lugar (ejemplarmente si tres países comparten el lugar, se anulan las siguientes dos posiciones del medallero).
También se establecen medalleros por cada deporte y medalleros históricos, tanto general como por deporte.
Otro criterio utilizado para determinar los resultados de cada país es la tabla de puntuaciones, que se obtiene sumando los puntos recibido por los deportistas de cada delegación que alcanzaron alguno de los seis primeros lugares. Al igual que el medallero, la tabla de puntuaciones también se organiza por Juego, por deporte e histórica; sin embargo, es mucho menos conocida que el medallero.

## Pruebas antidopaje
Una de las medidas con mayor seguridad en los Juegos Olímpicos (y en cualquier otra competencia internacional) son los exámenes de antidopaje que tienen como finalidad mantener el orden en cuanto al uso prohibido de drogas u sustancias en la Olimpiada. Las pruebas son aplicadas sin excepción a todos los atletas participantes antes, durante y después de las competencias para asegurar el cumplimiento del régimen. De comprobarse la existencia de algún consumo el atleta es descalificado y será sancionado de acuerdo al grado de su violación a la ley antidopaje. En caso de que el deportista haya obtenido una o más medallas, habrá perdido dichos resultados quedando la posición para representante sucesor posicionado.

## Sedes de Juegos Olímpicos de Verano
Para 2024, los Juegos Olímpicos de verano han tenido 23 ciudades sede de 19 países en cuatro continentes; Londres y París han albergado tres Juegos Olímpicos, más que cualquier otra ciudad; sin embargo de un total de treinta y tres ediciones realizadas, solo en siete ocasiones fuera de Europa y América del Norte. Desde Seúl 1988, los Juegos Olímpicos se celebraron cuatro veces en Asia u Oceanía, un fuerte aumento en comparación con los primeros 92 años de historia olímpica moderna.
Los de México 1968 fueron los primeros realizados en la hispanosfera; mientras que los de Río 2016 fueron los primeros celebrados en América del Sur. 
Los Juegos Olímpicos de Verano más recientes fueron los de París 2024 y los próximos serán en Los Ángeles 2028.
| Juegos | Año | Ciudad anfitriona                                                                                             | Fechas | Países | Deportistas                                                                                                   | Deportistas                                                                                                   | Deportistas                                                                                                   | Deportes | Pruebas | País con más medallas de oro                                                                                  | Ref. |
| Juegos | Año | Ciudad anfitriona                                                                                             | Fechas | Países | Total | Hombres | Mujeres | Deportes | Pruebas | País con más medallas de oro                                                                                  | Ref. |
| ------ | --- | --- | --- | --- | --- | --- | --- | --- | --- | --- | --- |
| I      | 1896 | Atenas, Grecia                                                                                                | 6-15 de abril                                                                                                 | 14 | 241 | 241 | 0 | 9 | 43 | Estados Unidos                                                                                                | |
| II     | 1900 | París, Francia                                                                                                | 14 de mayo-28 de octubre                                                                                      | 24 | 997 | 975 | 22 | 18 | 95 | Francia | |
| III    | 1904 | San Luis, Estados Unidos                                                                                      | 1 de julio-23 de noviembre                                                                                    | 12 | 651 | 645 | 6 | 17 | 91 | Estados Unidos                                                                                                | |
| IV     | 1908 | Londres, Reino Unido                                                                                          | 27 de abril-31 de octubre                                                                                     | 22 | 2008 | 1971 | 37 | 22 | 110 | Reino Unido                                                                                                   | |
| V      | 1912 | Estocolmo, Suecia                                                                                             | 12 de mayo-27 de julio                                                                                        | 28 | 2407 | 2359 | 48 | 14 | 102 | Estados Unidos                                                                                                | |
| VI     | Concedidos a Berlín y suspendidos por la Primera Guerra Mundial                                               | Concedidos a Berlín y suspendidos por la Primera Guerra Mundial                                               | Concedidos a Berlín y suspendidos por la Primera Guerra Mundial                                               | Concedidos a Berlín y suspendidos por la Primera Guerra Mundial                                               | Concedidos a Berlín y suspendidos por la Primera Guerra Mundial                                               | Concedidos a Berlín y suspendidos por la Primera Guerra Mundial                                               | Concedidos a Berlín y suspendidos por la Primera Guerra Mundial                                               | Concedidos a Berlín y suspendidos por la Primera Guerra Mundial                                               | Concedidos a Berlín y suspendidos por la Primera Guerra Mundial                                               | Concedidos a Berlín y suspendidos por la Primera Guerra Mundial                                               | Concedidos a Berlín y suspendidos por la Primera Guerra Mundial                                               |
| VII    | 1920 | Amberes, Bélgica                                                                                              | 20 de abril-12 de septiembre                                                                                  | 29 | 2626 | 2561 | 65 | 22 | 154 | Estados Unidos                                                                                                | |
| VIII   | 1924 | París, Francia                                                                                                | 4 de mayo-27 de julio                                                                                         | 44 | 3089 | 2954 | 135 | 17 | 126 | Estados Unidos                                                                                                | |
| IX     | 1928 | Ámsterdam, Países Bajos                                                                                       | 17 de mayo-12 de agosto                                                                                       | 46 | 2883 | 2606 | 277 | 14 | 109 | Estados Unidos                                                                                                | |
| X      | 1932 | Los Ángeles, Estados Unidos                                                                                   | 30 de julio-14 de agosto                                                                                      | 37 | 1332 | 1206 | 126 | 14 | 117 | Estados Unidos                                                                                                | |
| XI     | 1936 | Berlín, Alemania                                                                                              | 1-16 de agosto                                                                                                | 49 | 3963 | 3632 | 331 | 19 | 129 | Alemania | |
| XII    | Originalmente concedidos a Tokio, y después a Helsinki, finalmente suspendidos por la Segunda Guerra Mundial. | Originalmente concedidos a Tokio, y después a Helsinki, finalmente suspendidos por la Segunda Guerra Mundial. | Originalmente concedidos a Tokio, y después a Helsinki, finalmente suspendidos por la Segunda Guerra Mundial. | Originalmente concedidos a Tokio, y después a Helsinki, finalmente suspendidos por la Segunda Guerra Mundial. | Originalmente concedidos a Tokio, y después a Helsinki, finalmente suspendidos por la Segunda Guerra Mundial. | Originalmente concedidos a Tokio, y después a Helsinki, finalmente suspendidos por la Segunda Guerra Mundial. | Originalmente concedidos a Tokio, y después a Helsinki, finalmente suspendidos por la Segunda Guerra Mundial. | Originalmente concedidos a Tokio, y después a Helsinki, finalmente suspendidos por la Segunda Guerra Mundial. | Originalmente concedidos a Tokio, y después a Helsinki, finalmente suspendidos por la Segunda Guerra Mundial. | Originalmente concedidos a Tokio, y después a Helsinki, finalmente suspendidos por la Segunda Guerra Mundial. | Originalmente concedidos a Tokio, y después a Helsinki, finalmente suspendidos por la Segunda Guerra Mundial. |
| XIII   | Concedidos a Londres y suspendidos por la Segunda Guerra Mundial.                                             | Concedidos a Londres y suspendidos por la Segunda Guerra Mundial.                                             | Concedidos a Londres y suspendidos por la Segunda Guerra Mundial.                                             | Concedidos a Londres y suspendidos por la Segunda Guerra Mundial.                                             | Concedidos a Londres y suspendidos por la Segunda Guerra Mundial.                                             | Concedidos a Londres y suspendidos por la Segunda Guerra Mundial.                                             | Concedidos a Londres y suspendidos por la Segunda Guerra Mundial.                                             | Concedidos a Londres y suspendidos por la Segunda Guerra Mundial.                                             | Concedidos a Londres y suspendidos por la Segunda Guerra Mundial.                                             | Concedidos a Londres y suspendidos por la Segunda Guerra Mundial.                                             | Concedidos a Londres y suspendidos por la Segunda Guerra Mundial.                                             |
| XIV    | 1948 | Londres, Reino Unido                                                                                          | 29 de julio-14 de agosto                                                                                      | 59 | 4104 | 3714 | 390 | 17 | 136 | Estados Unidos                                                                                                | |
| XV     | 1952 | Helsinki, Finlandia                                                                                           | 19 de julio-3 de agosto                                                                                       | 69 | 4955 | 4436 | 519 | 17 | 149 | Estados Unidos                                                                                                | |
| XVI    | 1956 | Melbourne, Australia                                                                                          | 22 noviembre-9 de diciembre                                                                                   | 72 | 3314 | 2938 | 376 | 17 | 145 | URSS | |
| XVII   | 1960 | Roma, Italia                                                                                                  | 25 agosto-11 de septiembre                                                                                    | 83 | 5338 | 4727 | 611 | 17 | 150 | URSS | |
| XVIII  | 1964 | Tokio, Japón                                                                                                  | 10-24 de octubre                                                                                              | 93 | 5151 | 4473 | 678 | 19 | 163 | Estados Unidos                                                                                                | |
| XIX    | 1968 | Ciudad de México, México                                                                                      | 12-27 de octubre                                                                                              | 112 | 5516 | 4735 | 781 | 18 | 172 | Estados Unidos                                                                                                | |
| XX     | 1972 | Múnich, Alemania Federal                                                                                      | 26 de agosto-11 de septiembre                                                                                 | 121 | 7134 | 6075 | 1059 | 21 | 195 | URSS | |
| XXI    | 1976 | Montreal, Canadá                                                                                              | 17 de julio-1 de agosto                                                                                       | 92 | 6084 | 4824 | 1260 | 21 | 198 | URSS | |
| XXII   | 1980 | Moscú, Unión Soviética                                                                                        | 19 de julio -3 de agosto                                                                                      | 80 | 5179 | 4064 | 1115 | 21 | 203 | URSS | |
| XXIII  | 1984 | Los Ángeles, Estados Unidos                                                                                   | 28 de julio-12 de agosto                                                                                      | 140 | 6829 | 5263 | 1566 | 21 | 221 | Estados Unidos                                                                                                | |
| XXIV   | 1988 | Seúl, Corea del Sur                                                                                           | 17 de septiembre-2 de octubre                                                                                 | 160 | 8391 | 6197 | 2194 | 23 | 237 | URSS | |
| XXV    | 1992 | Barcelona, España                                                                                             | 25 de julio-9 de agosto                                                                                       | 169 | 9356 | 6652 | 2704 | 25 | 257 | Equipo Unificado                                                                                              | |
| XXVI   | 1996 | Atlanta, Estados Unidos                                                                                       | 19 de julio-4 de agosto                                                                                       | 197 | 10 318 | 6806 | 3512 | 26 | 271 | Estados Unidos                                                                                                | |
| XXVII  | 2000 | Sídney, Australia                                                                                             | 15 de septiembre-1 de octubre                                                                                 | 199 | 10 651 | 6582 | 4069 | 28 | 300 | Estados Unidos                                                                                                | |
| XXVIII | 2004 | Atenas, Grecia                                                                                                | 13-29 de agosto                                                                                               | 201 | 10 625 | 6296 | 4329 | 28 | 301 | Estados Unidos                                                                                                | |
| XXIX   | 2008 | Pekín, China                                                                                                  | 8-24 de agosto                                                                                                | 204 | 10 942 | 6305 | 4637 | 28 | 302 | China | |
| XXX    | 2012 | Londres, Reino Unido                                                                                          | 27 de julio-12 de agosto                                                                                      | 204 | 10 929 | 6078 | 4841 | 26 | 302 | Estados Unidos                                                                                                | |
| XXXI   | 2016 | Río de Janeiro, Brasil                                                                                        | 5-21 de agosto                                                                                                | 206 | 11 180 | 6146 | 5034 | 28 | 306 | Estados Unidos                                                                                                | |
| XXXII  | 2021 | Tokio, Japón                                                                                                  | 23 de julio-8 de agosto                                                                                       | 205 | 11 326 | 5982 | 5494 | 33 | 339 | Estados Unidos                                                                                                | |
| XXXIII | 2024 | París, Francia                                                                                                | 26 de julio-11 de agosto                                                                                      | 206 | 10 714 | 5250 | 5250 | 32 | 329 | Estados Unidos                                                                                                | |
| XXXIV  | 2028 | Los Ángeles, Estados Unidos                                                                                   | 21 de julio-6 de agosto                                                                                       | Por celebrar                                                                                                  | Por celebrar                                                                                                  | Por celebrar                                                                                                  | Por celebrar                                                                                                  | Por celebrar                                                                                                  | Por celebrar                                                                                                  | Por celebrar                                                                                                  | Por celebrar                                                                                                  |
| XXXV   | 2032 | Brisbane, Australia                                                                                           | 23 de julio-8 de agosto                                                                                       | Por celebrar                                                                                                  | Por celebrar                                                                                                  | Por celebrar                                                                                                  | Por celebrar                                                                                                  | Por celebrar                                                                                                  | Por celebrar                                                                                                  | Por celebrar                                                                                                  | Por celebrar                                                                                                  |